# Lolo von Hornstein

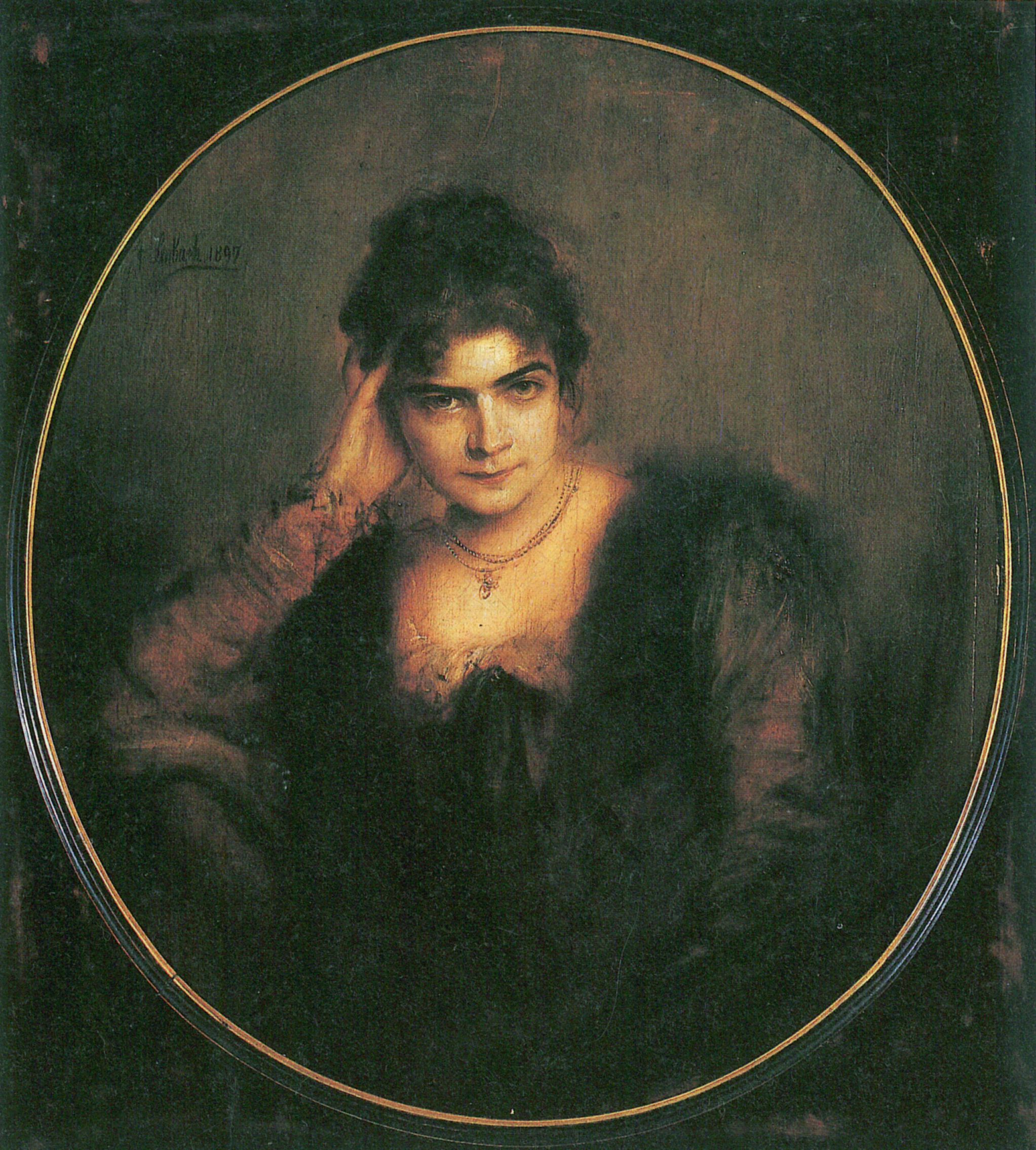
Lolo von Hornstein, porträtiert von Franz von Lenbach (1897). Privatbesitz Familie DuMont.

Charlotte „Lolo“ von Hornstein (* 18. April 1861 in Winkel am Rhein; † 1941) war eine deutsche Malerin.

## Leben und Werk
Sie wurde 1861 als Tochter des Komponisten Robert von Hornstein und dessen Ehefrau Charlotte in Winkel am Rhein geboren. Im Jahr 1896 heiratete sie den Münchner Malerfürsten Franz von Lenbach, nachdem dessen Ehe zu Magdelena Gräfin Moltke gescheitert war. Im Gegensatz zu seiner ersten Ehe verlief die Ehe zwischen Lenbach und Lolo harmonisch und war von einem gemeinsamen Interesse für die Kunst sowie von gegenseitiger Zuneigung geprägt. Lenbach hatte sie bereits in ihren Kindertagen als häufiger Gast in ihrem Elternhaus kennengelernt und später, als sie Malerei bei Nikolaus Gysis studierte, ihre Studienblätter korrigiert. Die gemeinsame Tochter Gabriele kam 1899 zur Welt.
Obwohl sie heute nur als Künstlergattin und Muse Franz von Lenbachs erwähnt wird, war sie eine eigenständige Malerin und galt in München als begabte Porträtistin. Allerdings wäre es ihr, wie vielen ihre Zeitgenossinnen und Kolleginnen, nie in den Sinn gekommen, sich ins Licht der Öffentlichkeit zu rücken. Vielmehr nahm sie aktiv am Schaffen ihres Mannes Anteil: Sie unterstützte ihn bei den Arrangements für seine Porträtsitzungen und organisierte zugleich sowohl den Atelierbetrieb als auch das aufwendige gesellschaftliche Leben in der Villa Lenbach, wo das Ehepaar sich eingerichtet hatte. Nach dem Tod ihres Ehemannes im Jahr 1904 widmete sich Lolo ganz der Pflege seines künstlerischen Nachlasses, welcher in den Atelierräumen der Villa Lenbach ausgestellt wurde.